# Campobello di Mazara
Campobello di Mazara (Campubbeḍḍu in siciliano) è un comune italiano di 11 188 abitanti del libero consorzio comunale di Trapani in Sicilia.

## Geografia
Campobello di Mazara è un comune della provincia di Trapani, sorge nella pianura compresa tra il rilevato del “Cozo” o “Santo Monte” e quello della “Guaguana” o “Rocca del Gallo” e declina dolcemente verso Sud, lambito dal Mar Mediterraneo.
Nel territorio (perlopiù pianeggiante) a circa 1,8 km dal centro abitato, si trovano le Cave di Cusa, sito archeologico di importanza mondiale, in cui vennero estratte le colonne che sarebbero servite alla costruzione dei templi della vicina Selinunte.
Rientrano pure nel territorio due frazioni balneari di notevole interesse turistico:

### Frazione di Tre Fontane
Il nucleo urbano è situato a 8 km circa dal centro abitato. Intorno agli anni '70 subisce un incremento edificatorio spontaneo. Risultano edificati 2,1 milioni di mq in carenza di spazi pubblici e adeguato sistema viario.
Per tale zona è attualmente vigente il P.R.G. di cui al D.D. A.R.T.A. 900/2006, per il recupero della qualità formale degli edifici e l'adeguamento degli standard di viabilità e delle attrezzature collettive necessarie.

### Frazione di Torretta Granitola
Fondata nel 1850, si trova al confine Sud ovest del territorio comunale e mantiene le caratteristiche di un piccolo borgo marinaro. Il contesto è caratterizzato dalla presenza del faro di Capo Granitola, dall'antica tonnara e dalla Cala delle Pulci, con il nucleo storico che si sviluppa al suo intorno.

## Storia
Durante l’Impero Romano e per i sette secoli successivi, la località, dove ora sorge Campobello di Mazara, fu chiamata “Campus belli” per una violenta battaglia che vi fu combattuta tra Segestani e Selinuntini.
Nel periodo successivo, quando la lingua latina si trasformò in volgare, si ebbero diverse denominazioni, quali “Campus bellus”, “Campum bellum”, “Campum Belli”, così come si evince da atti notarili e documenti ecclesiastici conservati presso l’archivio storico vescovile di Mazara del Vallo.
La denominazione fu completata con l’aggiunta “di Mazara” perché nel periodo della dominazione normanna la Sicilia, per motivi amministrativi, era stata suddivisa in tre Valli (Mazara, Noto, Demone) e Campobello territorialmente rientrava nella circoscrizione del Vallo di Mazara.
La storia di Campobello di Mazara è legata a quella del Castello Medioevale (ora trasformato in civile abitazione) che nel 1200 fu residenza di Federico II di Svevia e fu da egli utilizzato come luogo di sosta e riparo durante le battute di caccia, anche perché allora il territorio era ricco di boschi e selvaggina.
Nel 1618, il castello e il feudo “Guardiola” ove esso era ubicato, fu acquistato dal Barone Giuseppe Barresi di Napoli che lo trasformò in residenza estiva. Siamo nel periodo in cui la Sicilia era sotto la dominazione spagnola; nel 1638 fu appunto il Re Filippo IV di Spagna a conferire a Giuseppe di Napoli il titolo nobiliare di Duca di Campobello e Principe di Resuttana.
Egli prese subito a cuore la possibilità di incrementare lo sviluppo agricolo di un territorio fertile e ricco di acque, pertanto, ottenuta dal monarca spagnolo la “licentiam populandi novam civitatem”, fece costruire nelle vicinanze del castello una duplice fila di case coloniche, che in parte furono vendute e in parte furono affittate ai coloni del territorio, destinando ad essi appezzamenti di terra da coltivare. 
Il feudo “Guardiola” occupava allora un territorio di circa 1.700 ettari, di cui 1.000 (argilloso-calcarei) coltivati a vigneti, uliveti e seminativi; 500 (arenosi) coltivati a vigneto e i rimanenti 200 ettari erano destinati a pascolo.
Il Duca Giuseppe di Napoli dette un notevole impulso alla preesistente agricoltura del luogo ed ancora oggi Campobello di Mazara resta un paese prevalentemente agricolo.
Lo sviluppo urbano e le trasformazioni
Con la Costituzione siciliana del 1812, concessa nel Regno di Sicilia dal Re Ferdinando III di Borbone, si venne ad eliminare ogni residuo di feudalità e il Ducato di Campobello si costituì come Comune libero. 
Dopo la proclamazione dell’Unità d’Italia nel 1861, però ci si rese conto delle differenze tra l’evoluzione storica e la realtà dei fatti; in pieno XIX secolo, Campobello di Mazara risultava ancora come un piccolo feudo incuneato nel territorio della vicina Castelvetrano.
Solo nel 1955, dopo 93 anni di solleciti rimasti inascoltati, per l’apposita legge regionale del 29 Gennaio, Campobello di Mazara ottenne l’aggregazione dell’ex feudo “Campana” e della frazione Torretta-Granitola, bagnata dal Mediterraneo ed ex proprietà, durante il periodo della dominazione borbonica in Sicilia, del principe Diego Aragona Pignatelli Cortes.
Nel Territorio comunale di Campobello di Mazara è stata accertata comunque la presenza di alcuni insediamenti umani, a partire dai tempi dell’età del bronzo. Sono presenti diversi siti archeologici risalenti all’epoca della Magna Grecia, il più importante dei quali è costituito dalle “Cave di Cusa”.
Sono inoltre presenti anche altre aree d'interesse archeologico (Monte Cozzo e i suoli ricadenti in contrada Sansone Denaro).
A Sud del parco archeologico delle Cave di Cusa, si trova il Parco della zona umida Acque Fituse dove le particolari condizioni ambientali, dovute ad interventi antropici, hanno determinato un ambiente naturale per le numerose specie di uccelli limicoli ed acquatici che vi trovano rifugio. 
La Zona del Parco naturale di contrada Campana è caratterizzata da formazioni vegetali e tratti di costa affioranti, idonei per lo sviluppo dell'agricoltura biologica.
La cittadina di Campobello di Mazara è balzata agli onori della cronaca dopo l'arresto, avvenuto il 16 gennaio 2023, di Matteo Messina Denaro, mafioso latitante dal 1993. Qui infatti, tra i vicoli della comunità, sono stati individuati dalla Polizia i covi (all'interno di alcune palazzine) dove il boss castelvetranese ha passato periodi della sua latitanza.

## Società

### Evoluzione demografica
Abitanti censiti

### Etnie e minoranze straniere
Secondo i dati ISTAT al 31 dicembre 2016 la popolazione straniera residente era di 1116 persone. Le nazionalità maggiormente rappresentate in base alla loro percentuale sul totale della popolazione residente erano:
- Tunisia 738
- Romania 166
- Gambia 28
- Bangladesh 28
- Nigeria 21

## Amministrazione
Di seguito è presentata una tabella relativa alle amministrazioni che si sono succedute in questo comune.
| Periodo           | Periodo           | Primo cittadino           | Partito                     | Carica              | Note              |
| ----------------- | ----------------- | ------------------------- | --------------------------- | ------------------- | ----------------- |
| 3 giugno 1989     | 6 ottobre 1989    | Giuseppe Fazzuni          | Partito Comunista Italiano  | Sindaco             | [ 7 ]             |
| 1º novembre 1989  | 22 giugno 1990    | Francesco Indelicato      | Partito Socialista Italiano | Sindaco             | [ 7 ]             |
| 22 giugno 1990    | 30 novembre 1991  | Vito Passanante           | Democrazia Cristiana        | Sindaco             | [ 7 ]             |
| 27 gennaio 1992   | 11 luglio 1992    | Giuseppe Stallone         | Democrazia Cristiana        | Sindaco             | [ 7 ]             |
| 11 luglio 1992    | 5 dicembre 1994   | Giuseppe Colicchia        |                             | Comm. straordinario | [ 7 ]             |
| 11 luglio 1992    | 5 dicembre 1994   | Alberto Genovese          |                             | Comm. straordinario | [ 7 ]             |
| 11 luglio 1992    | 21 ottobre 1994   | Girolamo Scafidi          |                             | Comm. straordinario | [ 7 ]             |
| 21 ottobre 1994   | 5 dicembre 1994   | Valerio Valenti           |                             | Comm. straordinario | [ 7 ]             |
| 7 dicembre 1994   | 30 novembre 1998  | Giuseppe Fazzuni          | lista civica                | Sindaco             | [ 7 ]             |
| 30 novembre 1998  | 3 maggio 2000     | Giuseppe Stallone         | centro-destra               | Sindaco             | [ 7 ]             |
| 10 dicembre 2000  | 27 giugno 2006    | Daniele Vito Mangiaracina | centro                      | Sindaco             | [ 7 ]             |
| 27 giugno 2006    | 30 maggio 2011    | Ciro Caravà               | centro-sinistra             | Sindaco             | [ 7 ]             |
| 13 giugno 2011    | 30 luglio 2012    | Ciro Caravà               |                             | Sindaco             | [ 7 ] [ 8 ] [ 9 ] |
| 29 febbraio 2012  | 29 luglio 2012    | Carlo Pecoraro            |                             | Comm. straordinario | [ 7 ]             |
| 30 luglio 2012    | 13 settembre 2013 | Natalia Ruggeri           |                             | Comm. straordinario | [ 7 ]             |
| 30 luglio 2012    | 13 settembre 2013 | Salvatore Mallemi         |                             | Comm. straordinario | [ 7 ]             |
| 30 luglio 2012    | 18 novembre 2014  | Esther Mammano            |                             | Comm. straordinario | [ 7 ]             |
| 13 settembre 2013 | 18 novembre 2014  | Massimo Signorelli        |                             | Comm. straordinario | [ 7 ]             |
| 18 novembre 2014  | 4 ottobre 2020    | Giuseppe Castiglione      | centro-sinistra             | Sindaco             | [ 7 ]             |
| 4 ottobre 2020    | in carica         | Giuseppe Castiglione      | centro-sinistra             | Sindaco             | [ 7 ]             |

## Sport

Lo stemma precedentemente in uso (fino al 2023).

### Calcio
La principale squadra di calcio della cittadina è l'A.S.D. Campobello che milita nel girone A di Prima Categoria.